# Bộ tộc chuột
Bộ tộc chuột (tiếng Trung: 鼠族; bính âm: shǔ zú; Hán Việt: thử tộc) là một thuật ngữ mới được sử dụng để mô tả những người lao động nhập cư có thu nhập thấp sống trong các nhà trọ giá rẻ dưới lòng đất tại các thành phố lớn của Trung Quốc. Theo ước tính chính thức thì tại Bắc Kinh có tới 281.000 người sống dưới lòng đất, mặc dù có nhiều báo cáo ước tính con số này phải lên tới một triệu người.

## Nguyên nhân
Trong thời kỳ Chiến tranh Lạnh, khi căng thẳng giữa Trung Quốc và Liên Xô lên tới đỉnh điểm (xem bài "Chia rẽ Trung – Xô"), để đề phòng những cuộc không kích của Không quân Liên Xô, chính quyền Trung Quốc đã thúc đẩy việc kết hợp các hầm trú bom ngay dưới tầng hầm các tòa nhà dân cư mới được xây dựng. Được khuyến khích bởi những cải cách kinh tế của Đặng Tiểu Bình, những người lao động nhập cư bắt đầu di cư từ nông thôn đến thành thị nhiều hơn, khi mức lương và mức sống cao trong thành phố đều cao hơn. Để điều tiết sự gia tăng dân số, chính phủ Trung Quốc cho phép sử dụng những hầm trú ẩn này làm nơi cư trú. Không có hộ khẩu hợp lệ, nhiều người di cư đã không có đủ điệu kiên để mua nhà riêng cho mình khi mới nhập cư và thay vào đó phải lựa chọn những phòng trọ giá rẻ này như một giải pháp thay thế.
Vào cuối năm 2010, thuật ngữ "thử tộc" ("鼠族") bắt đầu được sử dụng để mô những cư dưới lòng đất trong báo chí Trung Quốc. Ngay sau khi Bộ Nhà ở và Phát triển Nông thôn - Đô thị chính thức cấm cho thuê nhà ở dưới tầng hầm và các hầm trú bom vì những lo ngại về an toàn. Đầu năm 2015, truyền thông nhà nước đã đưa tin rằng 120.000 người đã bị trục xuất khỏi các khu sinh sống dưới lòng đất.

## Nhà trọ
Mặc dù việc sinh sống trong các hầm trú ẩn này là bất hợp pháp, nhưng nhiều người lao động nhập cư chọn những nhà trọ nằm ở vị trí trung tâm này để tránh phải mất quá nhiều thời gian để đến nơi làm việc. Theo một nghiên cứu năm 2013, diện tích trung bình của một căn phòng dưới lòng đất ở Bắc Kinh là 9,75 mét vuông (104,9 foot vuông) và giá thuê trung bình là 436 nhân dân tệ mỗi tháng. Đa phần những căn hầm đều tối tăm, thiếu dưỡng khí, ẩm thấp, ngột ngạt và quanh năm ánh điện. Điều kiện vệ sinh trong các khu dân cư nói chung là kém, người dân thường phải sử dụng chung nhà vệ sinh. Trong một trường hợp, có nhà vệ sinh được chia nhau sử dụng bởi 80 phòng.